# 김문용 (1916년)
김문용(金汶鏞, 1916년 6월 23일 담양 - 1995년 2월 7일)은 대한민국의 제2대 국회의원이었다. 종교는 천주교(세례명: 프란치스코)이다.
서울대학교 문리과대학 정치학과에서 학사 학위 취득한 그는 국방부장관 부관, 내무ㆍ국방부장관 비서관을 역임하고, 육군 중령으로 예편하였다. 담양군의 제2대 국회의원으로 당선되었던 형 김홍용이 죽자, 보궐선거에 나서 당선되었다.

## 가족 관계
- 아버지: 김재희(전남 담양군 창평면의 천석꾼)
- 남매: 김삼순(金三純, 1909년 2월 3일 - 2001년 12월 11일) 균학자
- 남매: 김사순(이회창의 어머니)
- 형제: 김홍용(金洪鏞, 1902년 10월 3일 - 1950년 8월 15일, 제2대 국회의원)
- 형제: 김성용(金星鏞, 1918년 1월 9일 - 1999년 1월 7일, 제6대, 제7대, 제9대 국회의원)

## 역대 선거 결과
|  | 25.28% |

|  | 0% |

|  | 6.12% |

## 참고 자료
- 김문용 - 대한민국헌정회
- <이회창 누구인가… ⑵ 친인척> 政·官·財·법조계 망라 [국민일보] 2002-05-09